# Angela Christlieb
Angela Christlieb (* 29. August 1965 in Rothenburg ob der Tauber, Bayern) ist eine deutsche Filmregisseurin, Filmeditorin, Kamerafrau und Videokünstlerin.

## Leben
Von 1989 bis 1996 studierte sie an der Hochschule der Künste Berlin Medienkunst bei Valie Export, Experimentalfilm bei Heinz Emigholz und Elfi Mikesch. 1996 beendete sie das Studium mit dem Meisterschülerabschluss bei Heinz Emigholz, Schwerpunkt Avantgardefilm. 1999 bis 2000 setzte sie ihr Studium an der New School University in New York fort, unter anderem bei Alan Berliner. 2002 erschien ihr Dokumentarfilm Cinemania (Co-Regie mit Stephen Kijak), über Menschen in New York, deren Leben ganz dem Thema Film gewidmet ist.
Seit 2002 arbeitet Christlieb als freie Kamerafrau u. a. für die New Yorker Künstlerin Eve Sussman. Sie arbeitet außerdem auch als Filmeditorin, sowohl bei eigenen Regiearbeiten als auch bei anderen Produktionen. 2003 war sie bei Andrew Horns The Nomi Song und 2004 bei Monika Treuts Den Tigerfrauen wachsen Flügel für den Schnitt verantwortlich. 2006 erstellte sie bei Christoph Schlingensiefs African Twintowers die erste Schnittfassung.
2008 erschien Christliebs Dokumentarfilm Urville. Im Februar 2013 wurde sie für ihren Dokumentarfilm Naked Opera mit dem Heiner-Carow-Preis im Rahmen der Berlinale und dem Press-Jury-Award im Rahmen des International Film Festival Message To Man ausgezeichnet.
2016 folgte der Dokumentarfilm Whatever Happened To Gelitin. 2019 erschien ihr Dokumentarfilm Under The Underground und der Kurzfilm Superunknown. Letzterer wurde mit dem Preis für den besten Kurzfilm beim Bideodromo Festival ausgezeichnet, während Under The Underground den Jury Award für „Best Music Documentary“ beim unerhort-music-film-festivalgewann, sowie den Publikumspreis beim Soundwatch Music Filmfestival Berlin.

## Filmografie
- 1993: Von der Kunst, Blasen zu bilden (Video)
- 1995: Medusa suicida
- 1996: Cryptic
- 1997: Eye To Eye
- 2000: Déjà vu
- 2002: Cinemania
- 2008: Urville
- 2010: Meine Zähne in Paris
- 2013: Naked Opera
- 2016: Whatever Happened To Gelitin
- 2017: Into an Alien Land
- 2019: Superunknown
- 2019: Under the Underground
- 2024: Pandoras Vermächtnis

## Auszeichnungen
- 2002: Golden Starfish Award, Bester Dokumentarfilm Hamptons Film Festival
- 2013: Heiner-Carow-Preis, Bester deutschsprachiger Film, Panorama Berlinale
- 2013: Press Jury Award, Message for Man Festival, St. Petersburg
- 2019: First Prize, Best "Short Film" Bideodromo International Experimental Film and Video Festival Bilbao
- 2019: Jury award "Best Music Documentary" Unerhört! Musikfilmfestival Hamburg
- 2019: "Audience Award" Soundwatch Music Film Festival Berlin